# 증여
증여(贈與, 영어: gift)란 일방(一方)의 당사자(贈與者)가 자기 재산을 무상으로 상대방에게 준다는 의사를 표시하고 수증자가 이것을 수락함으로써 성립하는 계약(43schw53067조)을 말한다. 권리의 양도, 채무면제 및 노무제공 등도 증여의 목적이 될 수 있으며, 증여의 대상이 되는 재산은 반드시 증여자 자신의 것일 필요는 없다.
미성년자의 부담없는 증여의 수락, 제3자를 위한 계약으로 행해진 부담없는 증여계약에서 수익의 의사표시, 서면에 의하지 않는 증여에 대한 해제는 미성년자의 "단순히 권리만을 얻거나 의무를 면하는 행위"로서 완전한 행위능력을 가진다.
한편, 미국에서는 A가 아무런 대가를 받지 않고 B에게 100달러를 주겠다는 약속(한국 민법상의 증여계약)은 그 약속에 대한 대가 즉 약인이 존재하지 않기 때문에 설사 그 약속이 서면으로 이루어졌더라도 원칙적으로는 법적 구속력이 인정되지 않는다.따라서 단순한 증여약속은 일방계약이 아니라 미국 계약법상으로는 전혀 계약이 아니다. 다만 증여약속이 날인증서로 이루어진 경우나 약속적 금반언의 법리가 적용되는 경우에는 증여약속에 법적 구속력이 인정된다.

## 담보책임
증여의 담보책임은 증여한 재산(물건이나 권리)에 결함이 있는 경우(예；흠이 있는 물건이나 타인의 물건이기 때문에 결국 수증자의 수중에 들어가지 못한 경우 등)에 증여자가 부담하여야 할 책임이다. 증여는 무상계약이므로 특정물의 증여(이 만년필을 주겠다는 것 같이 목적물을 특정하여 약속한 증여)의 경우는 원칙적으로 증여자는 담보책임(바꾼다거나 수리한다거나 혹은 수증자가 받은 손해를 배상하는 의무)을 부담하지 않는다(대한민국 민법 제559조 1항 본문). 그러나 증여자가 특히 위의 결함을 알고 있으면서 수증자에게 알리지 않은 경우에는 당사자간의 신뢰(信賴)는 보호하여야 하므로 증여자의 담보책임이 생긴다(대한민국 민법 제559조 1항 단서). 또 부담부증여(負擔附贈與)의 경우도 수증자의 부담의 한도에서 담보책임이 생긴다(559조 2항). 또한 불특정물의 증여(만년필을 하나 주겠다는 것과 같이 목적물을 특정하지 않고 약속한 증여)에 관하여는 항상 완전한 것을 주어야 할 의무가 있으며 담보책임의 문제는 생기지 않는다.

## 서면에 의하지 않는 증여/서면에 의한 증여
서면에 증여의 의사를 명기하지 않고 구두 S 쪽으로부터라도 이 증여계약을 취소할 수가 있다(대한민국 민법 제555조, 제558조). 증여가 무상계약이라는 점에서 서면에 의하지 않는 경우는 적어도 이행될 때까지는 어느 때나 취소할 수 있다고 하여 그 구속력을 약화시켰다. 더욱이 서면은 증여계약이 해결됨과 동시에 작성된 것이 아니라도 좋으며 또 특히 증여계약서와 같은 형식적인 것이 아니라도 좋다(편지와 같은 것이라도 증여의 의사가 명기되어 있으면 서면이 될 수 있다). 서면에 의하지 않는 증여라도 이행된 부분에 대하여는 취소할 수가 없다. 동산에서는 인도, 부동산에서는 이전등기(移轉登記)의 완료가 있으면 이행된 것으로 된다. 한편 서면에 의한 증여는 위와는 반대로 원칙적으로는 항상 이행하지 않으면 아니 된다. 그러나 서면이 있어도 증여계약이 성립한 것으로 볼 수 없는 경우도 있으며 또 이행 전에 두드러진 사정의 변경이 있으면 계약을 해제하여도 무방한 것으로 되어 있다.

## 서면에 의하지 않는 증여
서면에 의하지 않는 증여는 서면에 증여의 의사를 명기하지 않고 구두 약속만으로 성립한 증여계약. 실제로 이행되기까지는(가령 일부가 이행된 경우에는 그 나머지 부분에 대하여) 증여자·수증자의 어느 쪽으로부터라도 이 증여계약을 취소할 수가 있다(555조, 558조). 증여가 무상계약이라는 점에서 서면에 의하지 않는 경우는 적어도 이행될 때까지는 어느 때나 취소할 수 있다고 하여 그 구속력을 약화시켰다. 더욱이 서면은 증여계약이 해결됨과 동시에 작성된 것이 아니라도 좋으며 또 특히 증여계약서와 같은 형식적인 것이 아니라도 좋다(편지와 같은 것이라도 증여의 의사가 명기되어 있으면 서면이 될 수 있다). 서면에 의하지 않는 증여라도 이행된 부분에 대하여는 취소할 수가 없다. 동산에서는 인도, 부동산에서는 이전등기(移轉登記)의 완료가 있으면 이행된 것으로 된다. 한편 서면에 의한 증여는 위와는 반대로 원칙적으로는 항상 이행하지 않으면 아니 된다. 그러나 서면이 있어도 증여계약이 성립한 것으로 볼 수 없는 경우도 있으며 또 이행 전에 두드러진 사정의 변경이 있으면 계약을 해제하여도 무방한 것으로 되어 있다.

## 증여의 종류
증여는 계약이므로 당사자의 합의에 의하여 그 이행의 형식이나 조건을 임의로 정할 수 있다. 특수한 증여 중에서 주요한 것을 열거하면 다음과 같다.

### 부담부 증여
부담부증여(負擔附贈與)는 수증자가 증여를 받는 동시에 일정한 부담, 즉 일정한 급부를 하여야 할 채무를 부담할 것을 부수적(附隨的)으로 부관(조건)으로 하는 증여계약(예；貸家를 증여하는데 賃家의 일부는 증여자의 처에게 주는 부담을 지는 것과 같은 경우)이다. 수증자가 부담받는 부담의 한도에서 증여로서 무상성(無償性)이 후퇴되므로 증여자의 담보책임에 관하여 특칙(特則)이 있다(대한민국 민법 제559조 2항). 또 증여의 규정 외에 쌍무계약(雙務契約)에 관한 규정이 일반적으로 준용된다(대한민국 민법 제561조).

### 정기증여
정기증여(定期贈與)는 정기적으로 어떤 물건을 준다는 증여(예；매월 신간 잡지를 증여한다는 등)이다. 당사자간의 인적 관계(人的關係)에 의하는 경우가 많으므로 어느 때까지라는 기간이 있어도 증여자·수증자의 어느 한 편이 사망하면 효력을 상실한다(대한민국 민법 제560조).

### 사인증여
사인증여(死因贈與)는 생전에 증여계약을 체결해 두고 그 효력이 증여자가 사망한 때부터 발생하는 것으로 정한 증여이다. 유증(遺贈)과 유사하므로 유증의 규정이 준용되는데(대한민국 민법 제562조), 유증은 수증자의 승낙없이 유언에 의하여 일방적으로 증여되지만(단독행위이다), 사인증여는 수증자의 승낙이 있는 계약이라는 점이 다르며 그러한 상위(相違)에서 반드시 유증의 규정 전부가 준용되는 것은 아니다.

### 혼합증여
혼합증여(混合贈與)는 다른 계약유형(契約類型)이 혼합한 것(예；증여의 의사를 가지고 10,000원의 물품을 1,000원으로 매매하겠다고 하는 것)이다. 그러나 당사자의 의사의 진의는 증여에 있으므로 여기에서도 계약의 무상성이라는 본질(本質)은 또한 상실되지 않는다. 따라서 혼합한 다른 계약유형의 규정 외에 증여의 규정(특히 대한민국 민법 제555조와 제559조)이 유추적용된다.

### 기부
기부(寄附)는 공익(公益)이나 공공(公共)을 위한 무상(無償)의 출연(出捐：재산을 지출하는 것)이다. 기부에 의하여 이익을 받는 자가 직접 기부를 받는 경우(예；일정한 학교·사회복지단체 등이 직접 기부를 받는 경우)는 보통의 증여라고 볼 수 있는데, 기부에 사용목적의 지정이 되어 있을 때에는 부담부 증여(負擔附贈與)가 될 수 있다. 이에 반하여 기부를 모으는 자는 전적으로 기부의 운영 관리에 임할 뿐으로, 기부에 의한 이익은 다른 자가 받는 경우(예；학교에 풀장을 만들기 위해 A·B·C가 발기인이 되어 모금을 하는 경우 등)에는 증여가 아니라 모금의 목적을 위하여 기부모집자에 대하여 하는 신탁적 양도(信託的讓渡)라고 한다. 이 경우 응모자(기부자)는 발기인에 대하여 모집의 목적에 사용하도록 청구할 수 있다. 
그러나 기부의 이익을 받는 자(예； 앞의 예 학교가 이에 해당한다)가 발기인에 대하여 직접 청구할 수 있는가의 여부는 그 기부가 제3자를 위한 계약(539조)을 포함하는가에 의하여 결정되는데, 이 점이 확실하지 아니할 때에는 긍정적으로 보아야 한다고 되어 있다. 또 어떻든지 기부는 기부자의 무상의 출연(出捐)이라는 점에서는 증여와 다르지 않으므로 상기한 신탁적 양도인 기부에 관하여도 증여의 규정(555조, 558조, 559조)이 준용된다.
그외 종교인이 자신이 소속된 종교를 위해 재산을 지출하는 종교적 기부(기독교인들의 헌금 또는 봉헌, 불교 신자들의 공양), 정당에 당비를 납부하거나 후원하는 일(정치기부), 야학 봉사처럼 자신의 재능으로 사회적 약자들에게 봉사하는 재능기부, 노동조합 조합원이 노동조합에 조합원의 의사로써 매월 노동조합이 노동조합의 규칙인 규약 및 조합원들을 대표하는 임원인 대의원들의 의사결정으로써 정한 액수로 납부하는 조합비도 있다. 
당연히 기부금 및 노동조합비는 임금노동자가 정부에 내는 세금 및 사회보험료의 징수 금액 중 초과금액 및 미달금액을 정산하는 연말정산 때 공제혜택을 받을 수 있는데, 국세청 홈텍스에서 제공하는 연말정산 자료, 천주교회, 개신교회, 성공회 교회 등 교회와 같은 종교기관에서 재정을 관리하는 재무위원이 발급하는 법인증명서(예를 들어 성공회 서울교구에 속한 교회에서 신앙생활을 하는 교우가 사업장에 내는 법인증명서는 대한성공회 관구장, 성공회 서울교구장인 이경호 베드로 주교 명의), 종교 기부금 영수증, 노동조합 조합비 영수증(민주노총 공공운수사회서비스노동조합 위원장 명의 등 상급단체의 명의로 발급함)으로써 기부한 사실을 노동자가 일하는 사업장(공공기관은 복무담당 주무관)과 국세청에 입증한다.  

## 같이 보기
- 증여세
- 기부 (사회)(donation)
  - 재능기부(talent donation)